# Exoprosopa sordida
Exoprosopa sordida är en tvåvingeart som beskrevs av Friedrich Hermann Loew 1869. Exoprosopa sordida ingår i släktet Exoprosopa och familjen svävflugor. Inga underarter finns listade i Catalogue of Life.